# Saggi scettici
I Saggi scettici (in inglese Sceptical Essays) sono un'opera del filosofo e matematico britannico Bertrand Russell risalente al 1928.

## Contenuto
Il libro è diviso in diciassette capitoli trattanti differenti tematiche, a sfondo filosofico, politico, economico e storico.
1. Sul valore dello scetticismo.
2. Sogni e fatti.
3. La scienza è superstiziosa?
4. Possono gli uomini essere razionali?
5. La filosofia del secolo ventesimo.
6. Macchine ed emozioni.
7. Comportamentismo e valori.
8. Ideali di felicità occidentali e orientali.
9. Il male che fanno i buoni.
10. La recrudescenza del puritanesimo.
11. Necessità dello scetticismo in politica.
12. Libertà di pensiero e propaganda ufficiale.
13. La libertà nella società.
14. Libertà e autorità nell'educazione.
15. Psicologia e politica.
16. Il pericolo delle guerre di religione.
17. Prospettive rosee e nere.